# Kurt Aurin

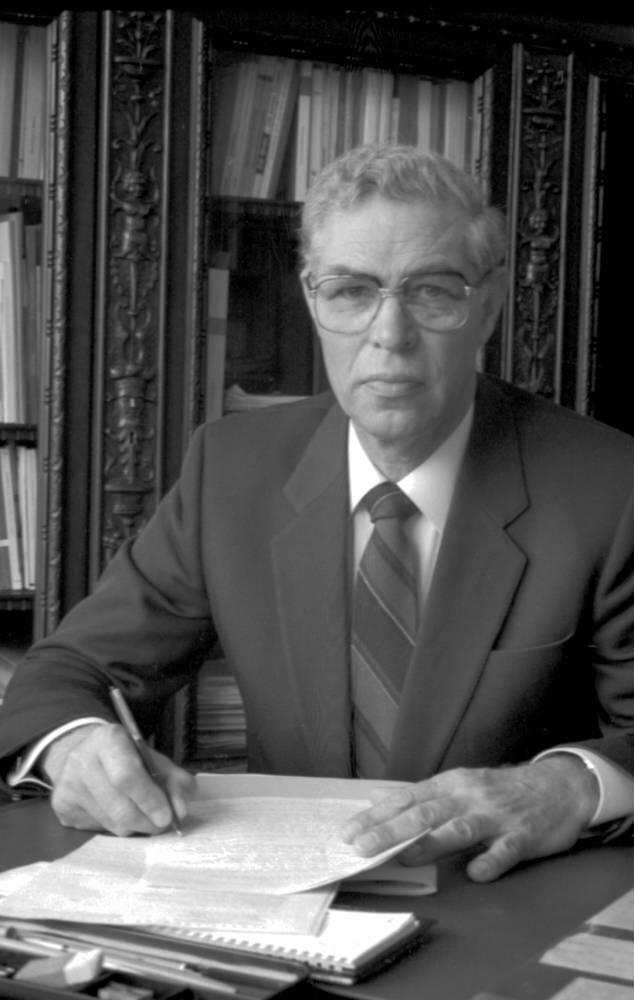
Kurt Aurin (1983)

Kurt Aurin (* 5. August 1923 in Nordhausen am Harz; † 21. Juli 2017 in Müllheim) war ein deutscher Erziehungswissenschaftler und emeritierter ordentlicher Professor der Albert-Ludwigs-Universität Freiburg. Er veröffentlichte zur Montessori-Pädagogik, zu Fragen der Bildungsforschung, Bildungsberatung und insbesondere Bildungsplanung, schließlich zu grundlegenden Fragen von Schulvergleich und Schulsystem, von Erziehung und Bildung sowie der Wirksamkeit von Erziehung und pädagogischem Handeln in einer sich kulturell und sozial stärker ausdifferenzierenden Gesellschaft.

## Leben und Wirken
Kurt Aurin war der einzige Sohn des Möbelfabrikanten Werner Aurin und dessen Ehefrau Margarete Aurin (geb. Schulze), einer bedeutenden Montessori-Pädagogin. Am 18. April 1944 beantragte er die Aufnahme in die NSDAP und wurde zum 1. Juni desselben Jahres aufgenommen (Mitgliedsnummer 10.070.075). Nach dem Studium der Psychologie, Pädagogik und Philosophie promovierte Aurin 1957 an der Freien Universität Berlin. Seine Dissertation verfasste er über: Die Bedingtheit der Schülerleistung durch die pädagogische Gestaltungsform. Anschließend arbeitete er einige Jahre an Schulen und Fachschulen für Sozialpädagogik.
Von 1964 bis 1969 war Kurt Aurin in der Bildungsforschung des Landes Baden-Württemberg tätig: drei Jahre bei der Landesanstalt für Erziehung und Unterricht in Stuttgart und von 1967 bis 1970 als Abteilungsleiter im Zentrum für Bildungsforschung der Universität Konstanz. Hohe wissenschaftliche Anerkennung erhielt er durch die von ihm geleiteten empirischen Studien zur Ermittlung und Erschließung von Begabungen im ländlichen Raum, u. a. in den ehemaligen Landkreisen Buchen, Tauberbischofsheim und Künzelsau. Die in den Jahren 1965 und 1967/68 durchgeführten Untersuchungen trugen wesentlich zum Abbau von Bildungsbenachteiligungen in ländlichen Gebieten bei.
1969 erhielt er einen Ruf als ordentlicher Professor an die Technische Universität Hannover. Dort baute er das Lehr- und Forschungsgebiet der Erziehungswissenschaften neu auf. Sechs Jahre später folgte er einem Ruf als Ordinarius an die Albert-Ludwigs-Universität Freiburg auf den Lehrstuhl für Erziehungswissenschaft II, den er bis zu seiner Emeritierung 1991 innehatte.
Die Erziehungswissenschaftliche Fakultät der Universität Leipzig verlieh Aurin im Februar 2003 die Ehrendoktorwürde. Er hatte sich nach seiner Emeritierung um die Weiterentwicklung der Schulen und der Lehrerbildung in den neuen Bundesländern und um den Aufbau der Erziehungswissenschaft an den Universitäten verdient gemacht, insbesondere an der Universität Leipzig. Dort war er seit 1991 Mitglied der Gründungskommission der Erziehungswissenschaftlichen Fakultät.
Kurt Aurin war seit 1973 korrespondierendes Mitglied der Akademie für Raumforschung und Landesplanung (Hannover) und wirkte beratend in bildungspolitischen Gremien sowie in Forschungs- und Auswertungskommissionen auf Landes- und Bundesebene mit.
Einer besonderen Hervorhebung bedarf Kurt Aurins reger Einsatz für die Montessori-Pädagogik seit Anfang der 1950er Jahre. Er war Leiter des Arbeitskreises Berlin der Deutschen Montessori-Gesellschaft (DMG) und von Berliner Montessori-Lehrgängen (bis 1966). Ferner war er geschäftsführendes Vorstandsmitglied der DMG (1958–1962) und als Dozent an Montessori-Ausbildungslehrgängen mit heilpädagogischer Orientierung für Kindergärtnerinnen, Lehrer, Erzieher usw. der Aktion Sonnenschein des Kinderzentrums München von 1971 bis 1998 tätig.
Kurt Aurin lebte im badischen Müllheim.

## Werke (Auswahl)
- Die pädagogisch-anthropologische Sicht Maria Montessoris. In: Pädagogische Blätter. 1954, S. 58–64
- Das methodische und pädagogische Vorurteil im Streit der Meinungen um die Montessori-Pädagogik. In: Pädagogische Blätter. 1955, S. 245–250
- Aufgaben und Möglichkeiten der Montessori-Pädagogik heute. In: Mitteilungen der Deutschen Montessori-Gesellschaft. 1958/1959, Heft 2, S. 4–6, Heft 3, S. 4 und 1959, Heft 1, S. 6–8
- Das sozialpädagogische Anliegen im Werk Maria Montessoris. In: Westermanns pädagogische Beiträge. 1960, S. 455–462
- Ermittlung und Erschließung von Begabungen im ländlichen Raum. Villingen 1966
- Beratung im Schulbereich. Weinheim 1977
- Sekundarschulwesen. Stuttgart 1978
- Mehr Verständnis für Kinder – mehr Verständnis für die Schule. Hannover 1979
- Gegliedertes Schulsystem und Gesamtschule – Vergleichsuntersuchung des Landes Baden-Württemberg, Bd. I u. II. Freudenstadt 1986
- Gute Schulen – worauf beruht ihre Wirksamkeit, Bad Heilbrunn 1989
- Bildung und Erziehung. Grundlage humaner Zukunftsplanung. Bonn 1991
- Leistung – ein oder kein Thema im Konzept selbsttätiger Erziehung Maria Montessoris. In: Montessori-Werkbrief. 1991, S. 111–127
- Auffassungen von Schule und pädagogischer Konsens. Fallstudie bei Lehrerkollegien, Eltern- und Schülerschaft von fünf Gymnasien, Stuttgart 1993
- Gemeinsam Schule machen. Schule, Lehrer Eltern – ist Konsens möglich? Stuttgart 1994
- Schulpolitik im Widerstreit – Brauchen wir eine 'andere Schule'?, Bad Heilbrunn 1997
- Leistungserziehung im Spannungsfeld politischer Forderungen – Qualitätssicherung in Kindergarten und Schule. In: Harald Ludwig, Christian Fischer und Reinhard Fischer (Hrsg.): Leistungserziehung und Montessori-Pädagogik. Chancen und Probleme der Leistungsförderung in einer kindorientierten Pädagogik. Münster 2001, S. 17–35
- „Montessori-Schulkultur“ – Ergebnisse einer Arbeitsgemeinschaft. In: Harald Ludwig, Christian Fischer und Reinhard Fischer (Hrsg.): Leistungserziehung und Montessori-Pädagogik. Chancen und Probleme der Leistungsförderung in einer kindorientierten Pädagogik. Münster 2001, S. 112–122

## Belege
1. ↑  Kurt Aurin Traueranzeige. Badische Zeitung, abgerufen am 25. Juli 2017.
2. ↑  Bundesarchiv R 9361-IX KARTEI/900635

| Personendaten    | Personendaten                       |
| ---------------- | ----------------------------------- |
| NAME             | Aurin, Kurt                         |
| KURZBESCHREIBUNG | deutscher Erziehungswissenschaftler |
| GEBURTSDATUM     | 5. August 1923                      |
| GEBURTSORT       | Nordhausen                          |
| STERBEDATUM      | 21. Juli 2017                       |
| STERBEORT        | Müllheim                            |